# Арабская мифология
Арабская мифология — совокупность мифологических представлений, верований и культов жителей домусульманской Аравии. Была распространена примерно в I тыс. до н. э. — нач. VII века н. э., после чего оказалась полностью вытеснена мусульманской мифологией.
Мифология доисламской Аравии включала арабский политеизм, мифологию древнесемитской религии (предшествовавшей авраамическим религиям, которые сформировались у древних семитоязычных народов), элементы христианской, еврейской и иранской мифологий и религий, включая зороастризм, митраизм и манихейство.
Арабский политеизм был основан на почитании божеств и духов, в том числе бога Хубала и богинь Аллат, Аль-Узза и Манат, в местных святынях и храмах. Божества почитались и вызывались с помощью различных ритуалов, включая паломничества и гадания, а также ритуальные жертвоприношения. Многие описания доисламских божеств восходят к идолам, в том числе размещённых возле Каабы, где, по некоторым оценкам, их насчитывалось до 360.
Другие религии были представлены в арабской мифологии в меньшей степени. Так, влияние соседних римлян и аксумитов привело к появлению христианских общин на северо-западе, северо-востоке и юге Аравии. За исключением несторианства на северо-востоке и побережье Персидского залива, доминирующей формой христианства было миафизитство. Со времён Римской империи Аравийский полуостров был местом еврейской миграции, что привело к появлению диаспоры и распространению еврейской мифологии. Кроме того, влияние Сасанидской империи привело к присутствию на полуострове иранских религий. Зороастризм существовал на востоке и юге, есть свидетельства присутствия манихейства или, возможно, маздакизма в Мекке.

## Общие сведения
Мифологические представления жителей домусульманской Аравии были неоднородны. Кроме того, в государствах (Саба, Маин) и оазисах они были развиты лучше, чем у кочевых племён пустыни.
Арабские племена, населявшие север Аравии, вступали в контакты с оседлыми жителями Сирии и Палестины, принимали их язык и культуру. Из-за этого их верования смешивались с западносемитской мифологией.
Важную роль в арабской мифологии, в особенности у кочевников, играло почитание Луны и Венеры. Солнце представало в качестве грозного и опасного божества.
У всех племён было своё верховное божество. Также ему часто приписывалась функция подателя дождя. Важной особенностью верховных божеств в арабской мифологии было то, что их имена зачастую считались запретными и заменялись прозвищем. Со временем такое прозвище могло стать настоящим именем божества.
Другой особенностью древнеарабской мифологии было слияние разных божеств, которое происходило при переселениях или объединениях племён.
Для почитания богов отводилась специальная территория, которая называлась бетэль. Бетэль считался одновременно и жилищем, и воплощением божества, которому он был посвящён. Физически он представлял собой конический или пирамидальный камень, либо скалу или дерево. Иногда вокруг такого святилища возводилось специальное здание кубической формы — кааба. Например, бетэль бога Хубала располагался в Мекке, богом-покровителем которой он являлся. Вокруг этого бетэля находились идолы других арабских божеств. Сейчас на его месте стоит Кааба, главная святыня мусульман[уточнить]. Уже в то время к Каабе, как и к некоторым другим священным местам, совершалось паломничество (хадж). Корни данного паломничества уходят в общее прошлое семитских народов и находят параллели, в частности, среди евреев, требовавших у древних египтян отпустить их в пустыню для совершения хаджа.
Среди арабов того времени также имелась традиция хранить дома скульптуры языческих божеств в качестве оберегов.

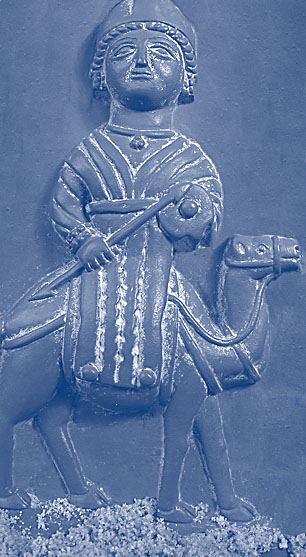
Аллат. Барельеф из Таифа, Саудовская Аравия, ок. 100 года н. э.

## Божества
- Аллах — верховное божество, которое причиталось в Северной и Центральной Аравии как бог-предок и демиург, бог неба и дождя. Аллаха считали создателем мира и людей, главой и отцом богов. В исламе его имя стало именем единого Бога-Творца[4].
- Аарра — бог плодородия и растительности, по некоторым оценкам, также являлся божеством света и солнца, а также богом-покровителем города Босра.
- Аллат (араб. اللات‎) — богиня дождя и неба[5].
- Вадд (араб. ود‎) — бог Луны и орошения[6].
- Душара (араб. ذو شرى‎ — «владетель Шары») — покровитель и главное божество набатейцев[7].
- Аль-Каум (араб. القوم‎) — набатейский бог войны, ночи и покровитель караванов
- Аль-Кутбай (араб. الكتبي‎) — набатейский бог учёности, знаний, торговли, гаданий
- Манат (араб. مناة‎) — богиня судьбы[8].
- Манаф (араб. مناف‎) — функции не выяснены, отождествлялся с Зевсом[9].
- Наср (араб. نسر‎) — бог-предок, покровитель и владыка оазиса Джуба. Почитался в южноаравийских царствах Саба и Катабан[10].
- Аль-Узза (араб. العزى‎) — богиня планеты Венера[11].
- Хубал (араб. هبل‎) — бог небес и луны, покровитель Мекки. Считается, что он был главным божеством мекканской каабы[12], в самом центре которой стоял идол Хубала[2][уточнить][13].
- Нахи — бог мудрости, возможно, был также божеством луны. В пантеоне самудских арабов выступает как бог — предок и покровитель народа, владыка страны, защитник верблюдов и колодцев[14].
- Ороталт — божество, упоминаемое Геродотом, как единственный вместе с Аллат богом, почитавшимся арабами[15].
- Руда — богиня, почитавшаяся во всей Северной и Центральной Аравии; у самудян — верховное божество (наряду с Нахи)[16].
- Яук — бог, почитавшийся в Северном и Центральном Йемене, отвечавший за распределение дождей[3].
- Ягус — бог, почитавшийся в районах, примыкающих к Северному Йемену, отвечавший за снисхождение дождя[3].

## Мифические существа
- Гули (араб. غُول‎) — оборотни, живущие в пустыне вдоль дорог и охотящиеся на путников, которых убивают, а затем пожирают. Также крадут детей, пьют кровь, воруют монеты, грабят могилы и поедают трупы. Постоянно меняют форму, превращаются в животных, в особенности в гиен, или в молодых привлекательных женщин[17]. В исламе гули считаются одним из подвидов джиннов и порождением Иблиса (дьявола).
- Джинны (араб. جن‎) — невидимые, неосязаемые духи. В домусульманской Аравии они почитались как божества[18]. Присутствуют также и в мусульманском вероучении.
- Ифриты (араб. عفريت‎) — огромные крылатые существа из огня, мужского и женского пола, которые живут под землёй. Также известны как демоны (духи) огня. В мусульманском вероучении считаются служителями Иблиса.
- Мариды (араб. مارد‎) — бесплотные и бесполые духи, которые могут быть как добрыми, так и злыми. Предстают в виде летучего эфирного вещества или в виде белых людей с белыми бородами, в белой одежде, а изо рта и ноздрей у них выходит огонь.

## Галерея

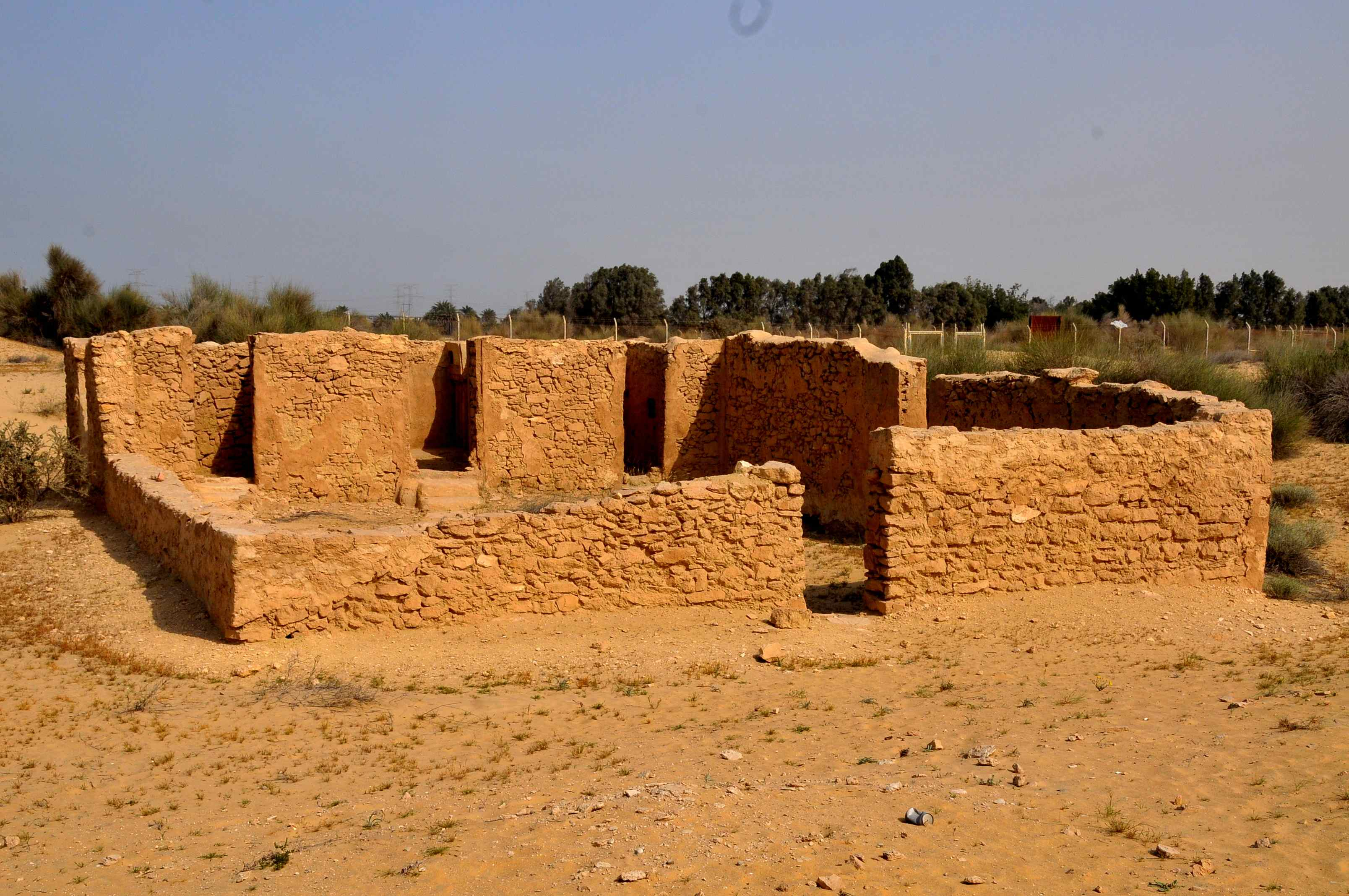
Церковь Джубайль[англ.] в восточной части Саудовской Аравии. Считается, что остатки IV века являются одним из старейших сохранившихся церковных сооружений в мире.
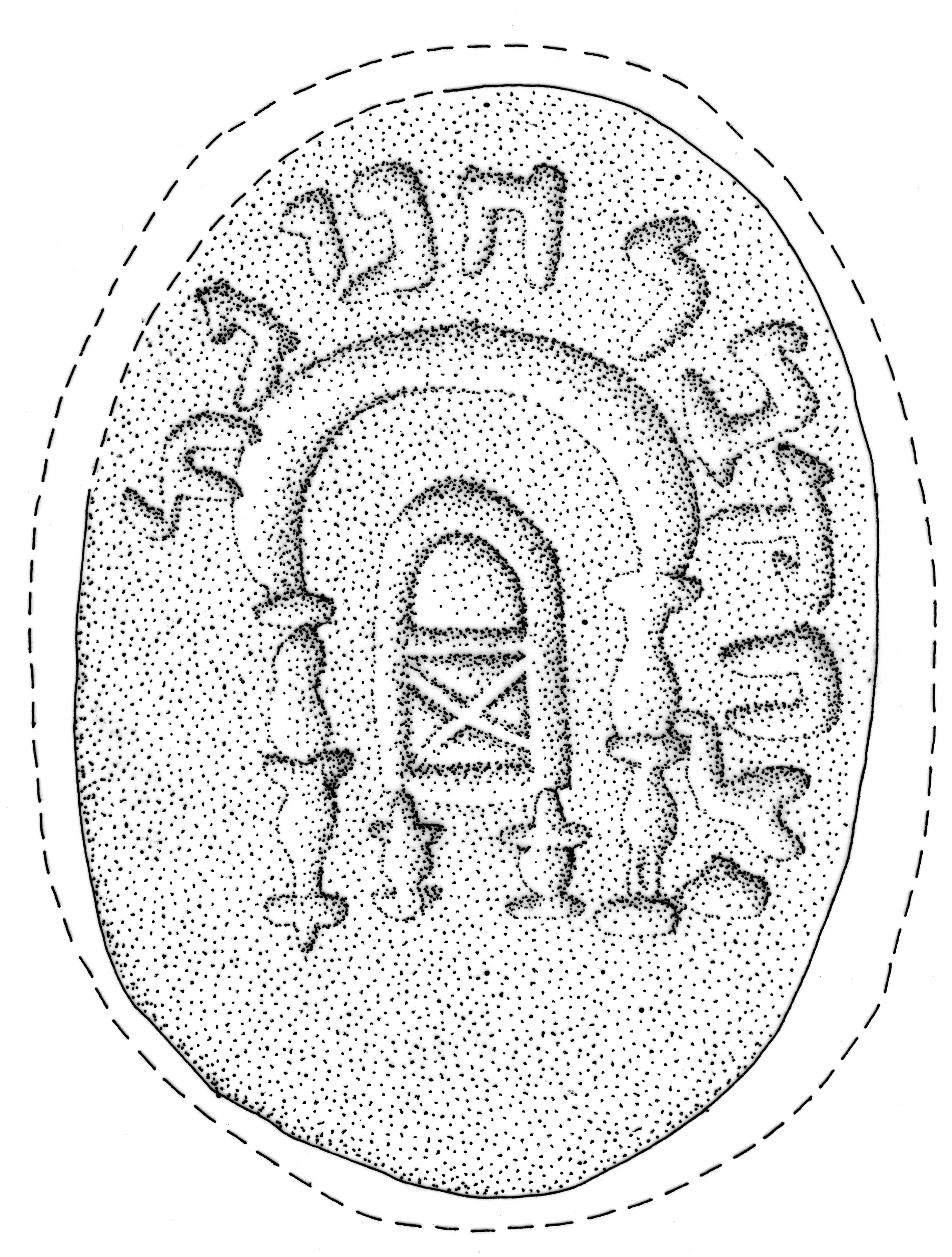
Уплотнительное кольцо из Зафара с надписью «Ицхак бар Ханина» и Синагогальным ковчегом, 330 г. до н. э. – 200 г. н. э.
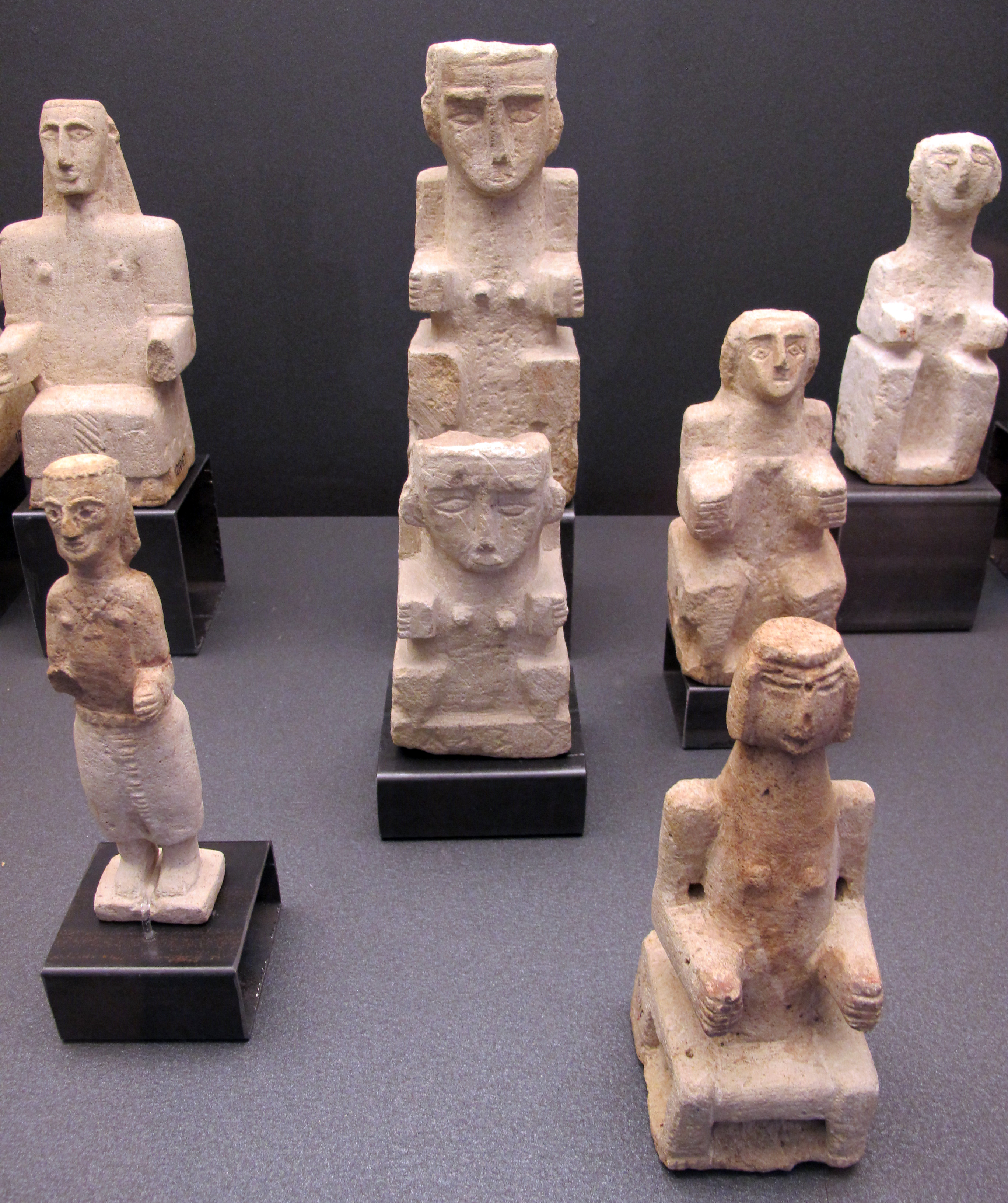
Обыкновенные алебастровые фигурки из Йемена, сейчас в Национальном музее восточного искусства, Рим
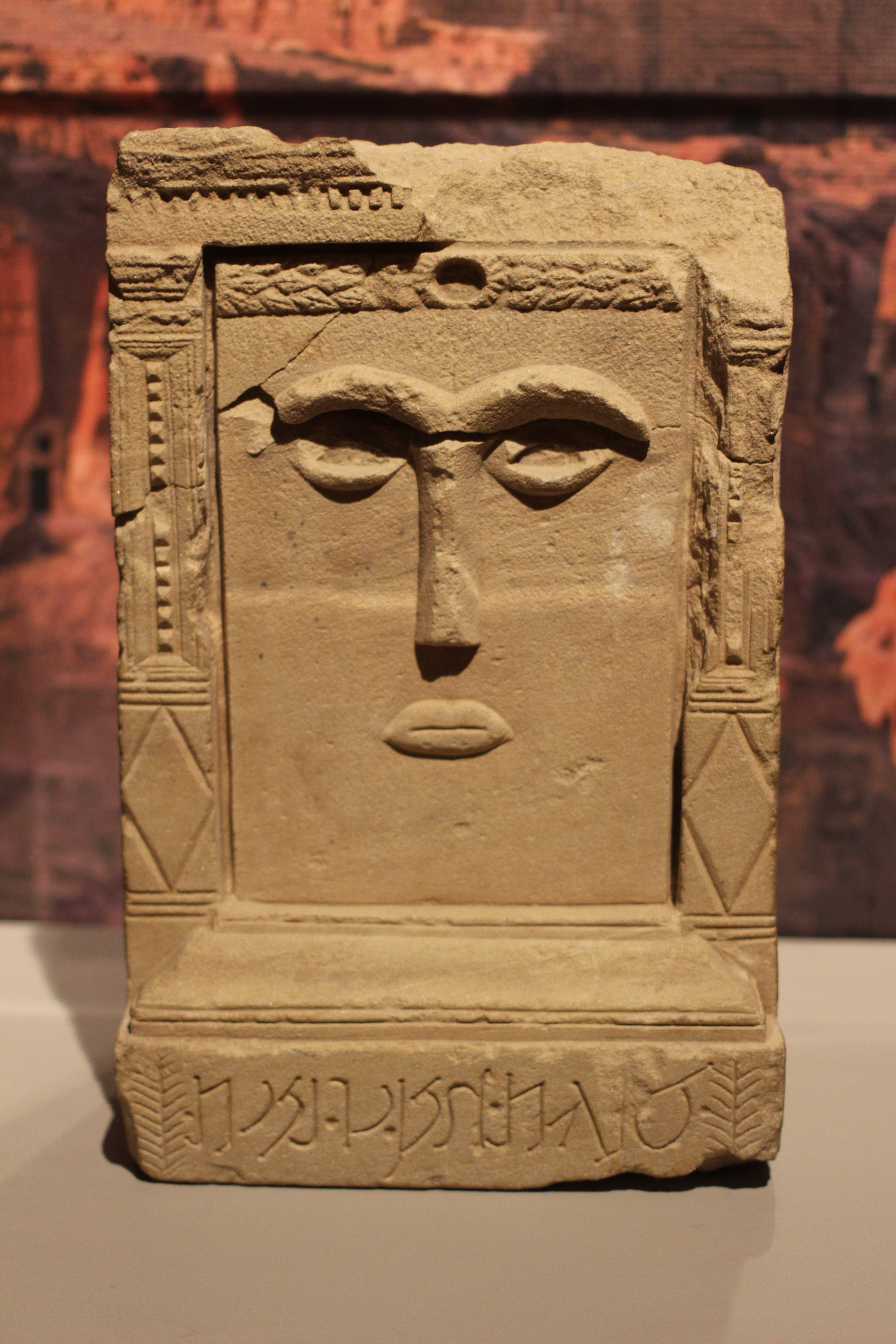
Набатейский бетэль с изображением богини, возможно, аль-Уззы.
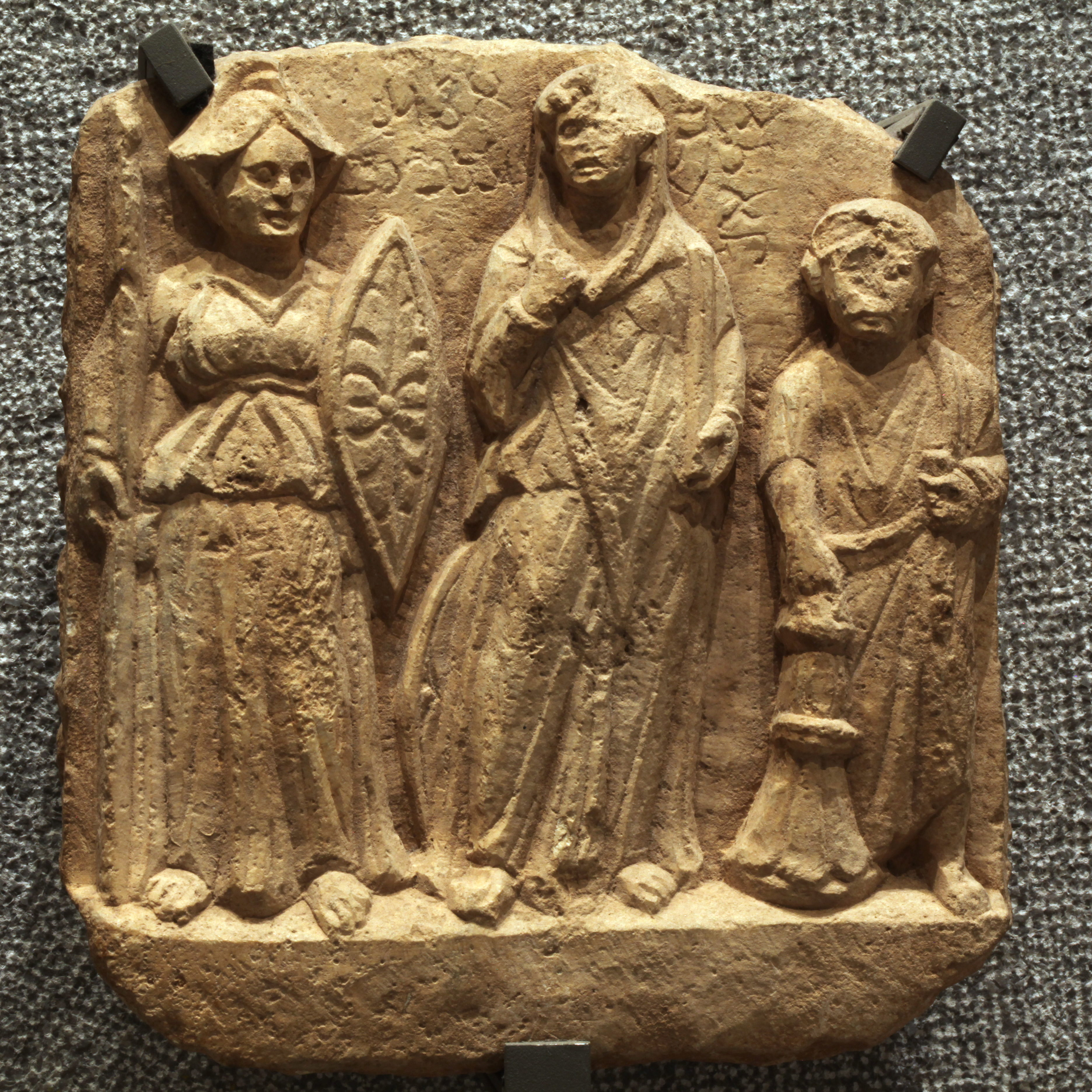
Барельеф: Немезида, Аллат и посвящатель. Пальмирены, II-III века н. э.
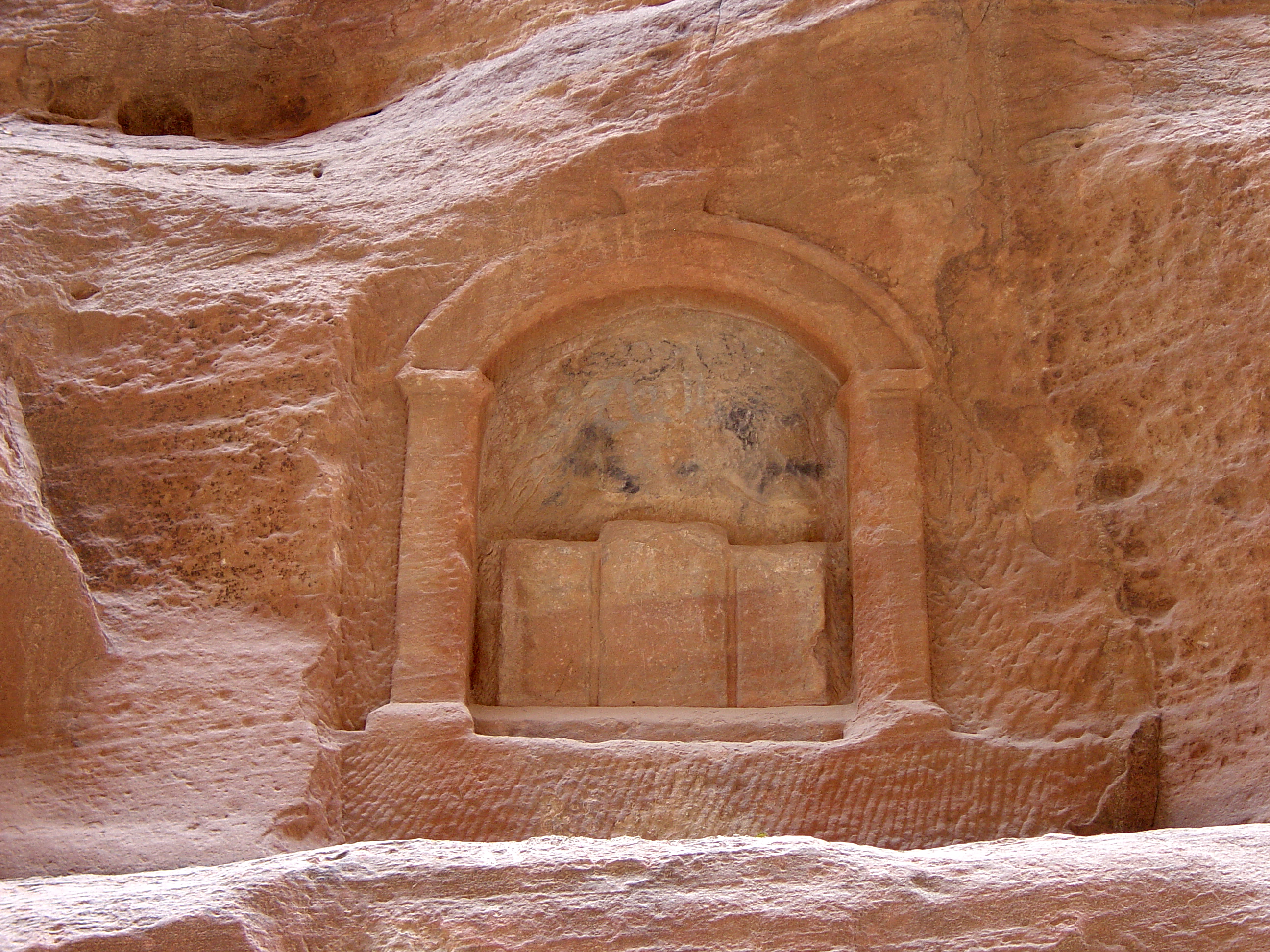
Вырезанные из камня бетэли в Петре, Иордания.
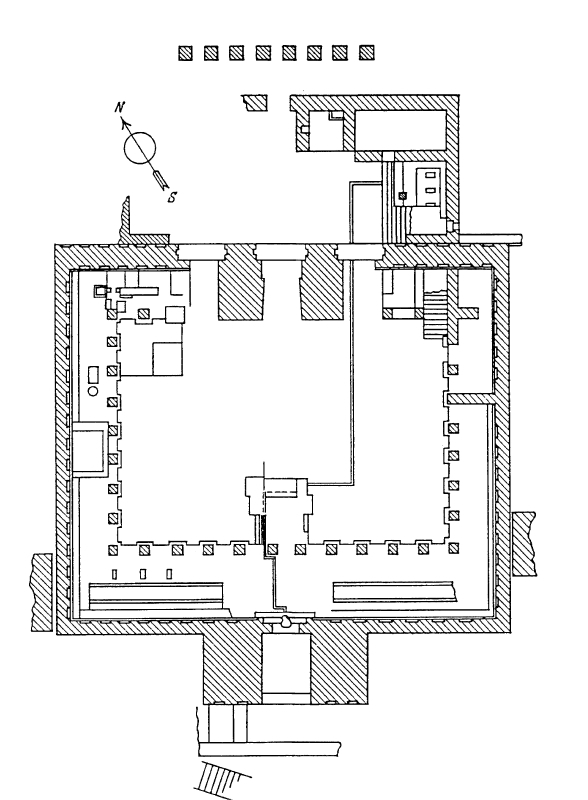
План этажа зала перистиля храма Аввам[англ.] в Марибе.
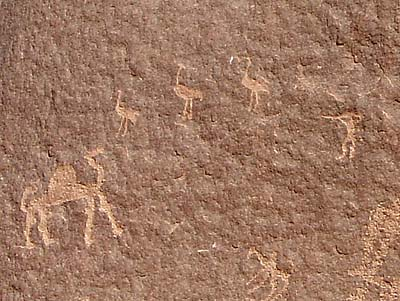
Тамудские петроглифы из Вади-Рама, изображающие охотника, козерога, верблюда и всадника на лошади. Верблюды были среди жертвенных животных в доисламской Аравии[19].
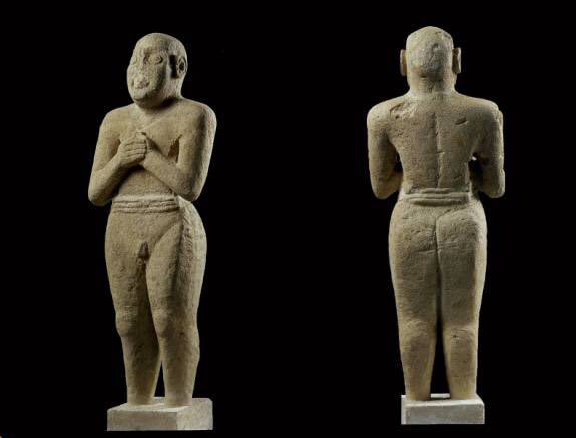
Статуя Поклоняющегося Слуги с острова Тароут[англ.], 2500 г. до н. э.
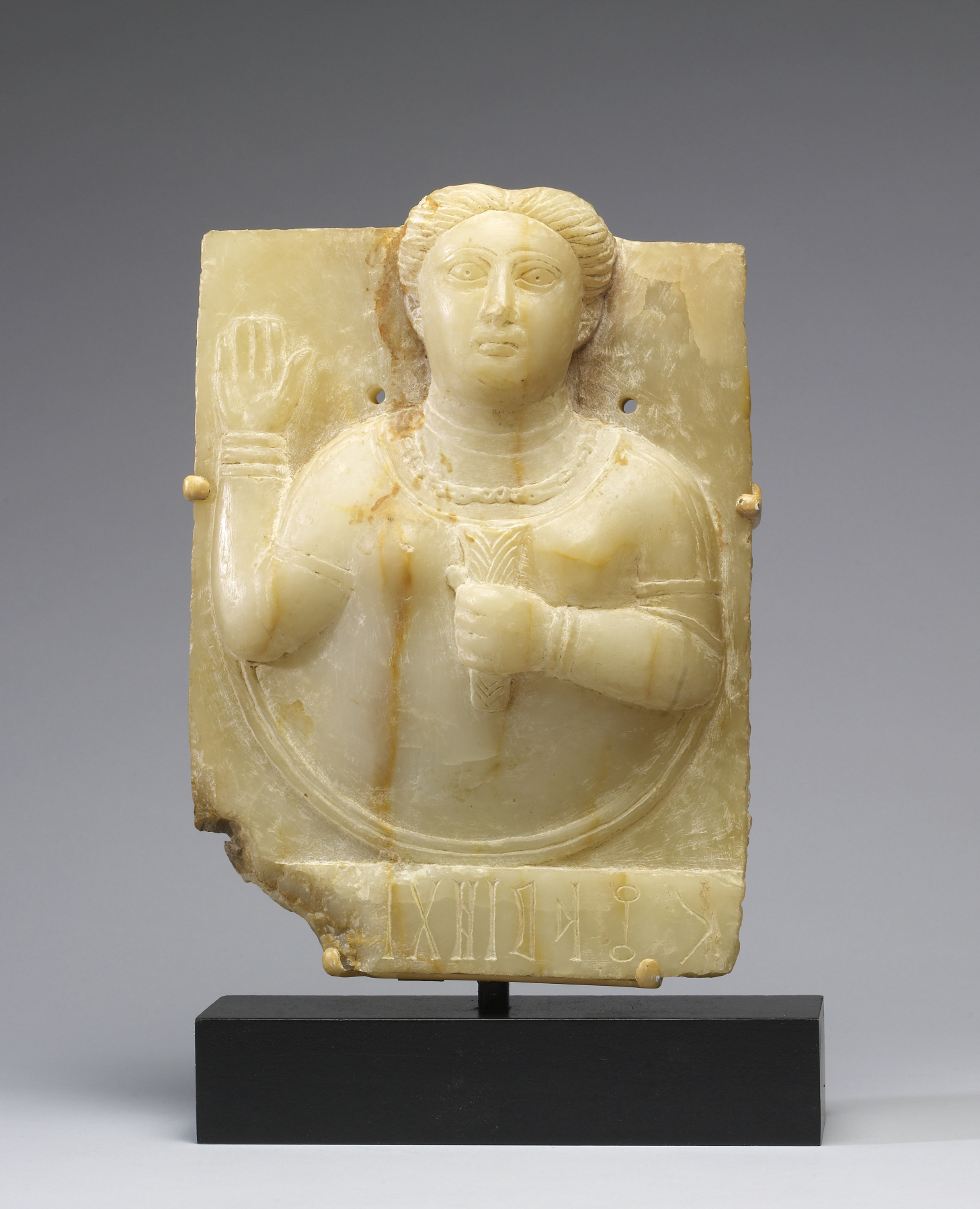
Скульптура жрицы сабеев поднимает руку, чтобы заступиться за богиню солнца от имени донора. Вероятно первый век.
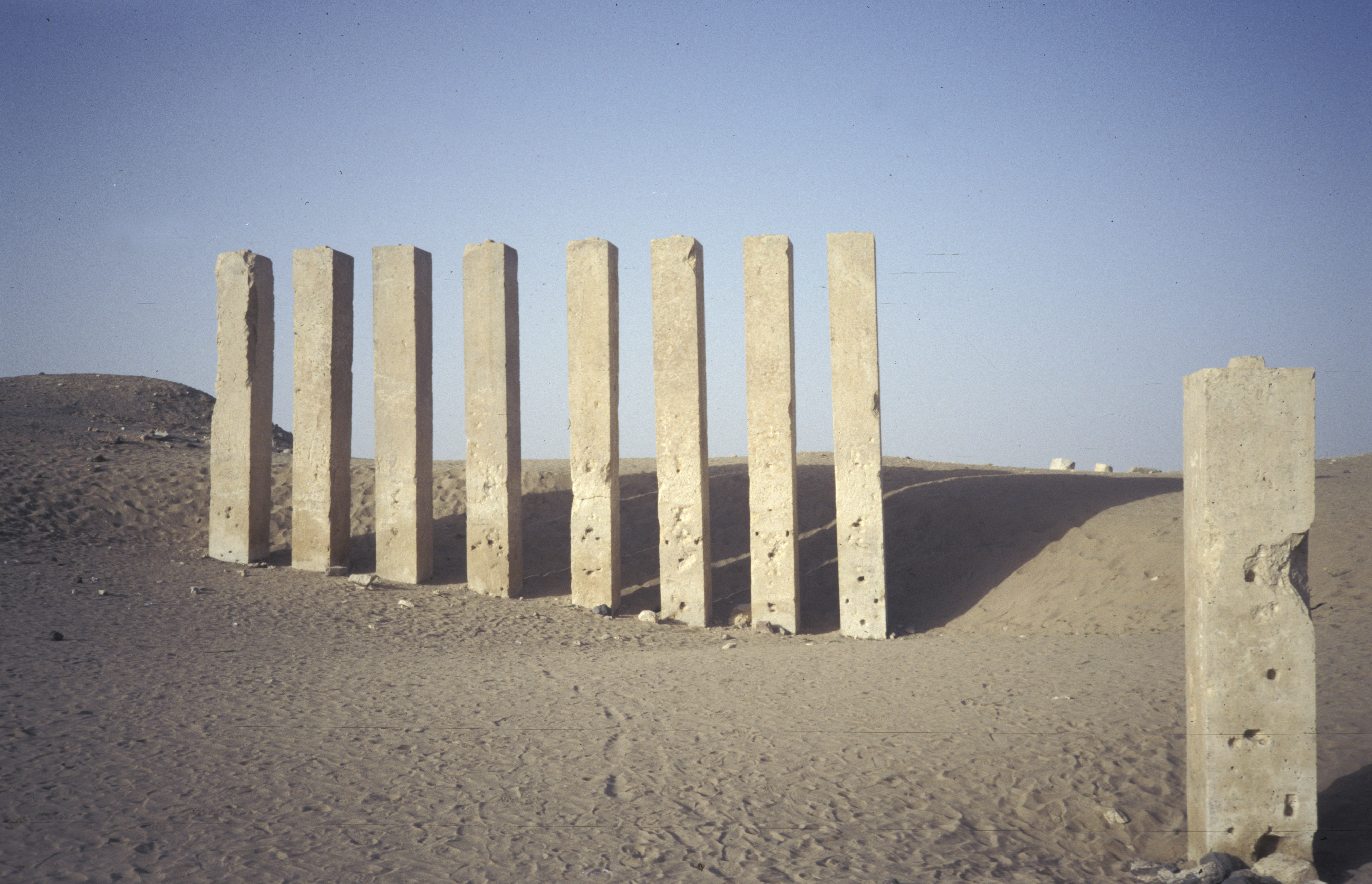
Руины храма Аввам[англ.], посвященного Алмакаху[англ.].
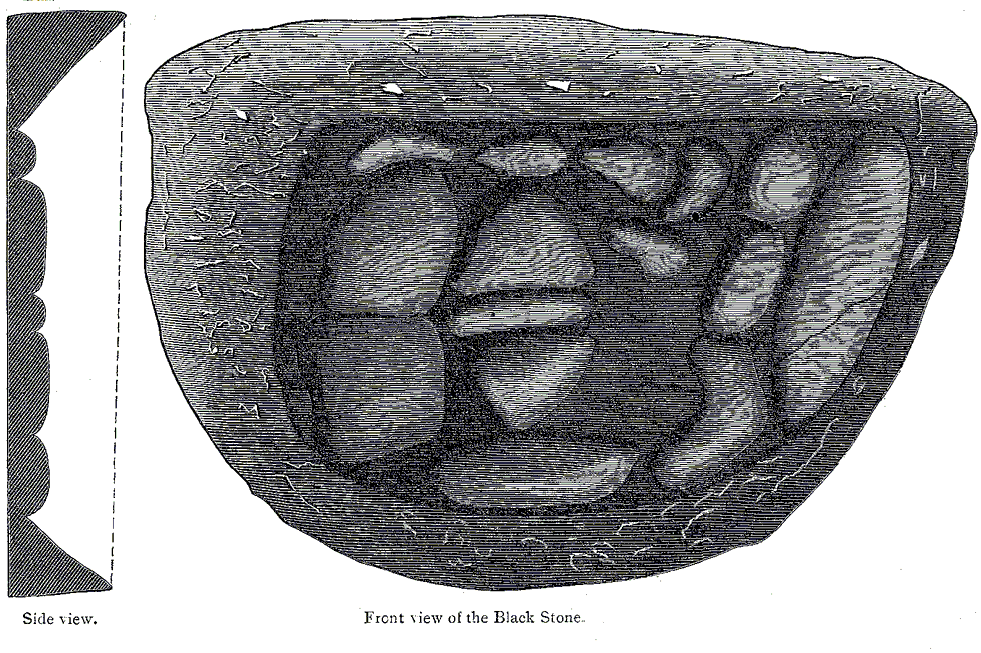
Рисунок чёрного камня Каабы в фрагментарной форме, лицевая и боковая иллюстрации.
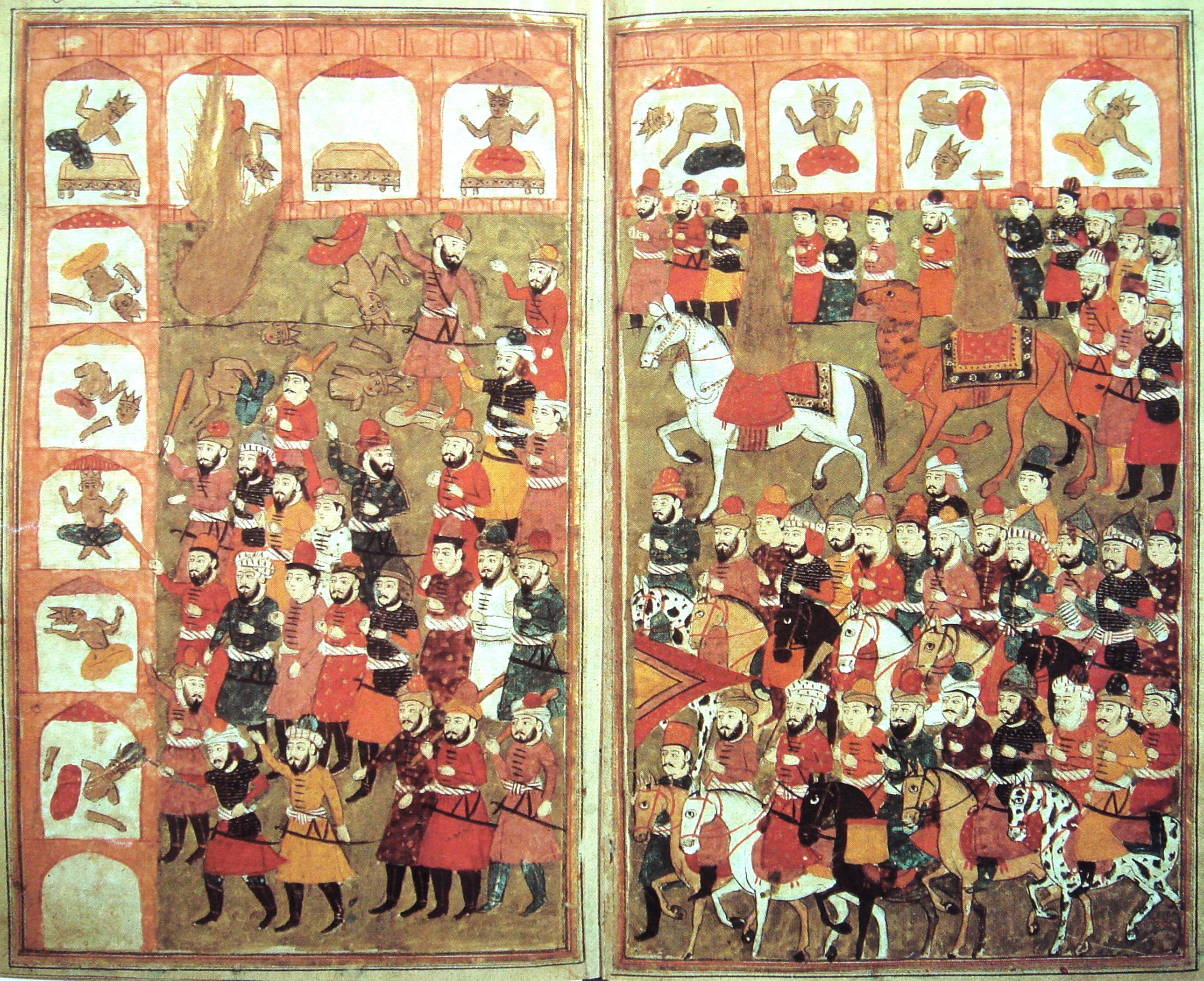
Персидская миниатюра с изображением уничтожения идолов во время завоевания Мекки; здесь Мухаммед представлен как пламя.
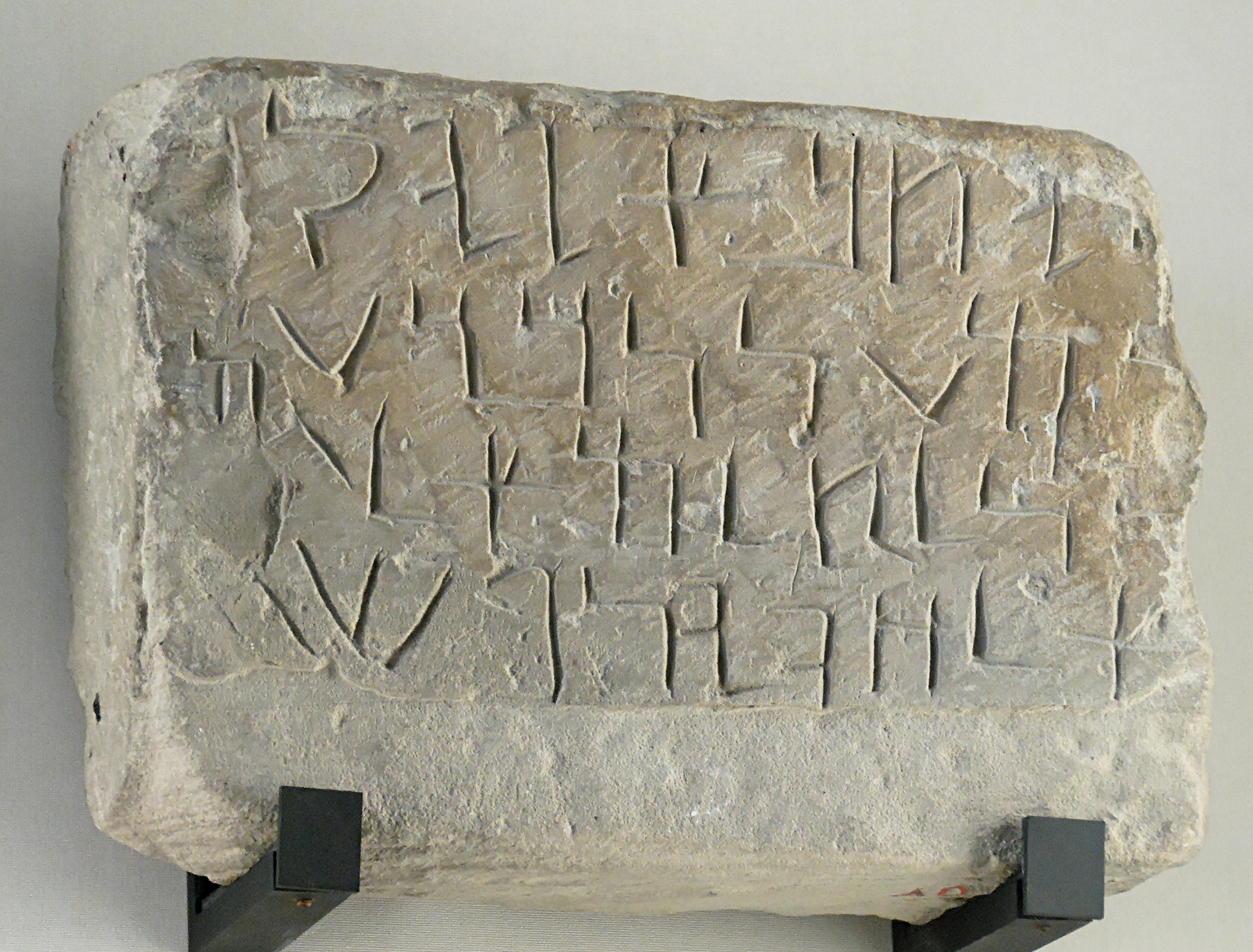
Арамейская надпись на стеле Таймы, посвящённая богу Салму
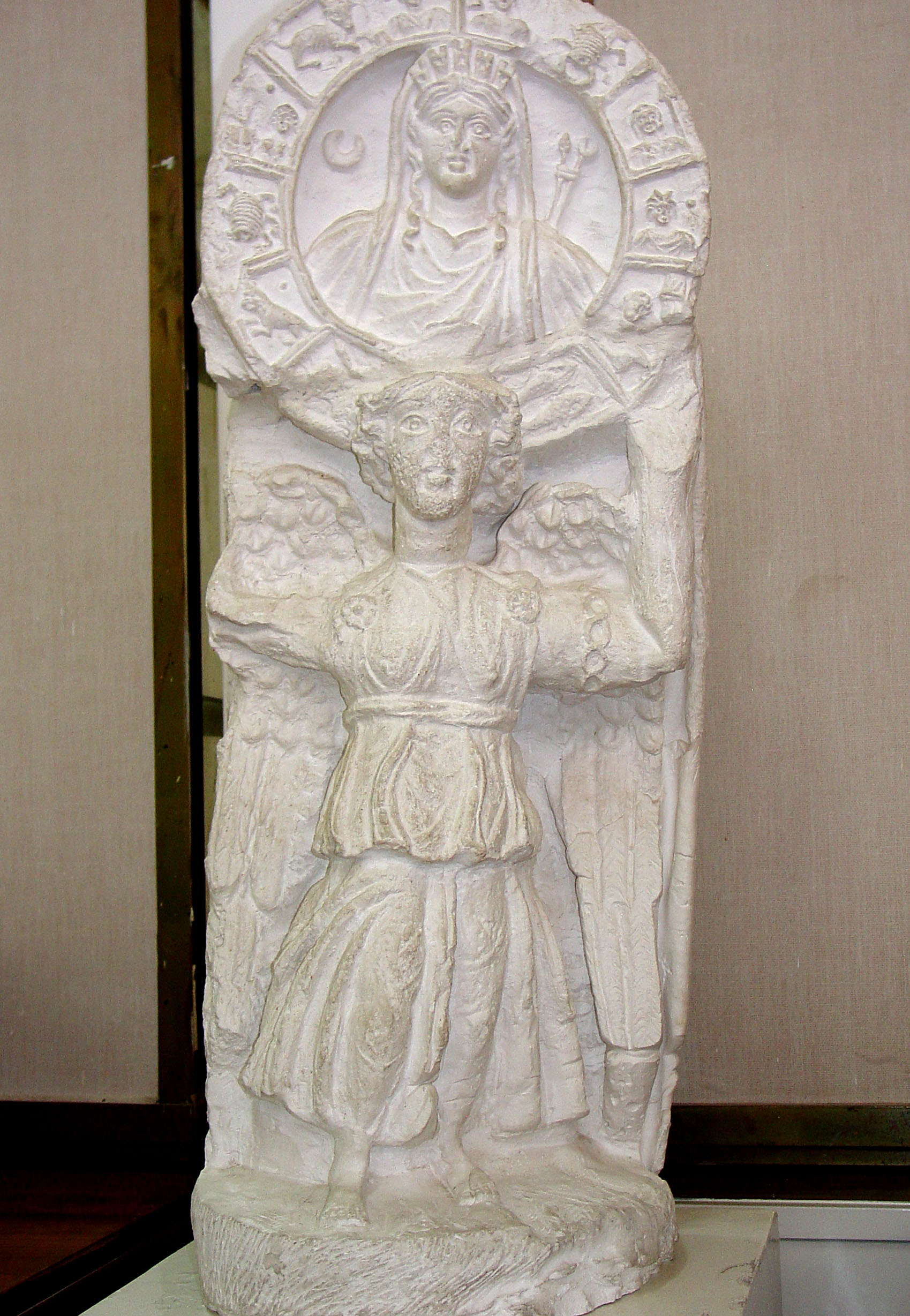
Ника держит бюст Атаргатис, коронованной как Тюхе и окружённой знаками зодиака. Музей Аммана, копия набатейской статуи, 100 г. н. э.